# Wiaczesław Niewinny
Wiaczesław Michajłowicz Niewinny (ros. Вячеслав Михайлович Невинный; ur. 30 listopada 1934 w Tule, zm. 31 maja 2009 w Moskwie) – radziecki i rosyjski aktor teatralny, filmowy i głosowy.

## Życiorys
Zadebiutował na scenie jako uczeń liceum, w kółku dramatycznym w Pałacu Pionierów w Tule. Do 1955 występował jako statysta w jednym z teatrów tulskich. Egzaminy do MChAT w 1955 zakończyły się sukcesem. Po ukończeniu szkoły teatralnej w 1959 Niewinny występował w teatrze MChAT, debiutując na tej scenie rolą Chlestiakowa w Rewizorze Gogola.
Na dużym ekranie zadebiutował w 1960 rolą milicjanta w filmie Okres próbny. W ciągu całej swojej kariery wystąpił w 73 filmach fabularnych.
W 1994 został wyróżniony Orderem Przyjaźni Narodów, a w 1998 Orderem „Za zasługi dla Ojczyzny” III klasy.
W 2005 gwałtownie pogorszył się stan zdrowia aktora. Wskutek komplikacji wywołanych cukrzycą, amputowano mu lewą stopę, a rok później także i drugą. Po drugiej operacji prawie nie opuszczał swojego domu, w którym zmarł. Został pochowany na Cmentarzu Trojekurowskim w Moskwie.

## Wybrana filmografia

### Filmy fabularne
- 1960: Okres próbny jako Siergiej Zajcew
- 1962: Dom na rozstajach jako Jurij Zubariew
- 1964: Przewodniczący jako Paweł Markuszew
- 1965: Trzydziesty trzeci jako Wasilij Liubaszkin
- 1966: Przyjaciele i lata jako Igor
- 1968: Wirynea jako Paweł Susłow
- 1971: Młodzi zakochani jako Siemion Nikołajew
- 1975: Ta jedyna jako Jura Żurczenko
- 1977: Incognito z Petersburga jako Artemij Ziemlianika
- 1979: Garaż jako Karpuchin
- 1980: Po zapałki jako Jussi Vatanen
- 1983: Późna miłość jako kupiec Dorodnow
- 1983: Troje na drodze jako Siergiej Puszkariew
- 1988: A wam nasza władza się nie podoba?! jako Fieduliejew
- 1990: Zabójstwo świadka jako dyrektor domu towarowego
- 1991: Obiecane niebiosa jako Stiepan
- 1991: Skóra jako Sziszkin
- 2000: Detektywi jako Nastriemin
- 2003: Najlepsze miasto na ziemi jako pracownik KGB

### Filmy animowane
- 1967: Hej-hop! Hej-hop! jako Wiewiórka
- 1975: Jeżyk we mgle jako Niedźwiadek
- 1975: Żyli sobie Och i Ach jako narrator
- 1976: Bajka o leniuszku jako narrator
- 1977: Och i Ach wędrują w świat jako narrator
- 1977: Zajączek i mucha jako Mucha
- 1977: Zgubiony pieniążek
- 1981: Alicja w Krainie Czarów jako Biały Królik
- 1982: Czyste źródło jako osioł
- 1986-1987: Pingwinek Lolo jako dziadek Pigo
- 1988: Kotek z ulicy Liziukowa